# Stazione di Musashi-Kosugi
La stazione di Musashi-Kosugi (武蔵小杉駅?, Musashi-Kosugi-eki) è un'importante stazione ferroviaria di interscambio situata nella città giapponese di Kawasaki, nella prefettura di Kanagawa. Si trova nel distretto di Nakahara-ku ed è servita dalle linee Nambu, Yokosuka e Shōnan-Shinjuku della JR East e dalle linee Tōyoko e Meguro della Tōkyū.

## Linee
JR East
■ Linea Yokosuka
■ Linea Shōnan-Shinjuku
■ Linea Nambu
 Tōkyū Corporation
● Linea Tōkyū Tōyoko
● Linea Tōkyū Meguro

## Struttura

### Stazione JR
La stazione della JR East è costituita da due unità separate, una con due marciapiedi laterali (1 e 2) per la linea Nambu, e una con una piattaforma a isola centrale (3 e 4) che serve la linea Shōnan-Shinjuku, il Narita Express e la Yokosuka. Le due sezioni sono distanti circa 400 metri e sono collegate da passaggi interni.
| 1 | ■ Linea Nambu                                             |  | per Mukaigawara, Yakō e Kawasaki              |
| 2 | ■ Linea Nambu                                             |  | per Musashi-Mizonokuchi, Noborito e Tachikawa |
| 3 | ■ Linea Yokosuka                                          |  | per Yokohama, Ōfuna e Kurihama                |
| 3 | ■ Linea Shōnan-Shinjuku (per la linea principale Tōkaidō) |  | per Yokohama, Hiratsuka e Odawara             |
| 3 | Narita Express                                            |  | per Yokohama e Ōfuna                          |
| 3 | Super View Odoriko                                        |  | per Atami e Izukyū-Shimoda                    |
| 4 | ■ Linea Yokosuka                                          |  | per Tokyo, Chiba e Aeroporto Narita           |
| 4 | Narita Express                                            |  | per Aeroporto Narita                          |
| 4 | ■ Linea Shōnan-Shinjuku (per la linea Utsunomiya)         |  | per Shinjuku, Ikebukuro, Ōmiya e Utsunomiya   |
| 4 | Super View Odoriko                                        |  | per Shinjuku e Ikebukuro                      |

#### Stazioni adiacenti
| «               | Servizio                                          | »                |
| Linea Nambu     | Linea Nambu                                       | Linea Nambu      |
| --------------- | ------------------------------------------------- | ---------------- |
| Mukaigawara     | -                                                 | Musashi-Nakahara |
| Linea Yokosuka  |                                                   |                  |
| Nishi-Ōi        | Locale                                            | Shin-Kawasaki    |
| Shōnan-Shinjuku |                                                   |                  |
| Nishi-Ōi        | Treni locali Linee Utsunomiya-Yokosuka            | Shin-Kawasaki    |
| Ōsaki           | Treni Rapidi e R. speciali Linee Takasaki-Tōkaidō | Yokohama         |

### Stazione Tōkyū
La stazione Tokyu è dotata di due banchine a isola che servono 4 binari. Quelli esterni (1 e 4) sono utilizzati dalla linea Tōkyū Tōyoko, e quelli interni (2 e 3) per la linea Tōkyū Meguro.
| 1 | ● Linea Tōkyū Tōyoko |  | per Kikuna, Yokohama, Minatomirai e Motomachi-Chūkagai                      |
| 2 | ● Linea Tōkyū Meguro |  | per Hiyoshi                                                                 |
| 3 | ● Linea Tōkyū Meguro |  | per Ōokayama, Meguro, Akabane-Iwabuchi, Urawa-Misono e Nishi-Takashimadaira |
| 4 | ● Linea Tōkyū Tōyoko |  | per Jiyūgaoka, Naka-Meguro, Shibuya e Kita-Senju                            |

#### Stazioni adiacenti
| «                  | Servizio                    | »                  |
| Linea Tōkyū Tōyoko | Linea Tōkyū Tōyoko          | Linea Tōkyū Tōyoko |
| ------------------ | --------------------------- | ------------------ |
| Shin-Maruko        | Locale                      | Motosumiyoshi      |
| Tamagawa           | Espresso                    | Hiyoshi            |
| Jiyūgaoka          | Espresso Limitato pendolari | Hiyoshi            |
| Jiyūgaoka          | Espresso Limitato           | Kikuna             |
| Linea Tōkyū Tōyoko |                             |                    |
| Shin-Maruko        | Locale                      | Motosumiyoshi      |
| Tamagawa           | Espresso                    | Hiyoshi            |